# Lahoussoye
Lahoussoye település Franciaországban, Somme megyében. Lakosainak száma 449 fő (2022. január 1.). Lahoussoye Béhencourt, Bonnay, Corbie, Franvillers és Pont-Noyelles községekkel határos.

## Népesség
A település népességének változása:
| Lakosok száma | 457  | 479  | 485  | 471  | 461  | 451  | 450  | 451  | 449  |
|               | 2013 | 2015 | 2016 | 2017 | 2018 | 2019 | 2020 | 2021 | 2022 |